# Steve Mix
Steven Charles «Steve» Mix (Toledo, Ohio, 30 de diciembre de 1947) es un exbaloncestista estadounidense que disputó 13 temporadas de la NBA, además de jugar un único partido con los Denver Rockets en la ABA. Con 2,01 metros de altura, jugaba en la posición de escolta. En la actualidad es el fundador y propietario de la Steve Mix Basketball Academy, una escuela de baloncesto que organiza campamentos de verano en Maumee, Ohio.

## Trayectoria deportiva

### Universidad
Jugó durante tres temporadas con los Rockets de la Universidad de Toledo (Ohio), siendo elegido en todas ellas en el mejor quinteto de la Mid-American Conference. Promedió más de 20 puntos en cada una de sus temporadas. Así, en su primer año consiguió 23 puntos y 13,5 rebotes por partido, en su temporada júnior hizo 21,8 puntos y 10,2 rebotes y en su última temporada 24,1 puntos y 12,1 rebotes. En 1967 ganó junto a su equipo el campeonato de la Mid-American Conference, jugando ese año el Torneo de la NCAA, siendo elegido en su último año como el mejor jugador de la conferencia y All-American.
Ha sido incluido en los Salones de la Fama de la Rogers High School, Toledo City League, Universidad de Toledo, Mid-American Conference y del estado de Ohio. El 17 de febrero de 2007 su camiseta con el número 50 fue retirada por su universidad como homenaje, siendo la primera ocasión que esto sucede en la Universidad de Toledo.

### Profesional

#### Sus inicios. Los Pistons y un breve paso por la ABA (1969-72)
Fue elegido en la quinta ronda del Draft de la NBA de 1969, en la sexagésimo primera posición por Detroit Pistons, y por los Carolina Cougars en el draft de la American Basketball Association, eligiendo la primera opción. En los Pistons pasó sus dos primeras temporadas plagadas de lesiones, y sin la confianza del entrenador. En ese tiempo sólo disputó 43 partidos, en los que promedió 7,4 puntos y 4,0 rebotes por encuantro. En la temporada 1971-72, cuando se llevaban disputados únicamente 8 partidos, fue traspasado a los Denver Rockets de la ABA, pero apenas disputó 4 minutos en su único partido en la liga del balón tricolor.

#### Los años gloriosos en Philadelphia (1974-1982)
Tras un año en blanco, y ya recuperado de sus lesiones, en la temporada 1973-74 fichó por Philadelphia 76ers, donde rápidamente se ganó un puesto en el quinteto titular, al lado de jugadores como Fred Carter o Tom Van Arsdale. En su primera temporada con los Sixers promedió 14,9 puntos y 10,5 rebotes, además de robar 212 balones (2,6 por partido), hoy en día récord de la franquicia. Al año siguiente jugaría su mejor temporada como profesional, a pesar de perderse casi 40 partidos por culpa de las lesiones. Promedió 15,6 puntos y 10,9 rebotes por noche, siendo elegido para disputar el que sería el único All-Star Game de su carrera, en el que anotó 4 puntos y capturó 2 rebotes en los 15 minutos que estuvo en pista.
En la temporada 1976-77 disputaría junto con los Sixers la primera da las cuatro Finales de la NBA a las que llegó en su carrera deportiva. Continuaba siendo titular, aunque su aportación en ataque bajó. El equipo contaba desde esa temporada con el que había sido gran estrella de la ABA, Julius Erving, y su aportación fue decisiva para llegar a disputar el título a Portland Trail Blazers, que en esa época contaba con jugadores como Bill Walton o Maurice Lucas, que acabaron por dar la victoria a su equipo por 4 a 2. Mix aportó 7,8 puntos y 3,4 rebotes, apareciendo ya como suplente del Dr. J. Al año siguiente se cayó definitivamente del quinteto titular, ocupando los puestos de aleros el mencionado Erving y Doug Collins. No fue hasta la temporada 1979-80 cuando volvió a dar muestras de su clase, actuando de sexto hombre, y aportando 11,6 puntos y 3,6 rebotes a un equipo que volvió a llegar a disputar las Finales de ese año, cayendo esta vez ante Los Angeles Lakers nuevamente por 4 a 2.
Su aportación en la temporada 1980-81 continuó siendo muy destacada, ya que a pesar de jugar tan sólo 18 minutos por partido, sus promedios sobrepasaban los 10 puntos y 3 rebotes por partido, siendo el complemento ideal a un fantástico cinco titular compuesto por Julius Erving, Bobby Jones, Darryl Baby Gorilla Dawkins, Andrew Toney y Doug Collins, que sin embargo ese año caerían en la Final de Conferencia ante Boston Celtics, a la postre campeones, por un apretado 4 a 3.
Al año siguiente, y ya con 34 años, empezó a notar que ya no podía seguir el mismo ritmo que en pasadas temporadas, siendo su aportación cada vez menor. Pero el equipo volvió a plantarse en las Finales de la NBA donde cayeron ante los Lakers por 4 a 2, en unos playoffs en los que solamente jugó en 7 de los 21 partidos disputados por su equipo, aportando 4,3 puntos por noche.

#### Los Bucks... y finalista de nuevo con los Lakers (1982-1983)
En 1982 fichó como agente libre por Milwaukee Bucks, con los que jugó 57 partidos esa temporada, 20 de ellos como titular, pero con pocos minutos en pista. A pesar de ello, los Lakers se fijaron en él como refuerzo para disputar los playoffs de 1983, en un intento de suplir la baja de James Worthy, que se fracturó la tibia de su pierna izquierda al final de la temporada regular. El equipo, plagado de estrellas del calibre de Kareem Abdul-Jabbar, Magic Johnson, Norm Nixon, Jamaal Wilkes, Bob McAdoo, Michael Cooper o el propio Worthy, sufrió una severa derrota en las finales, precisamente ante el equipo del que procedía Mix, los Sixers, por 4 a 0.
Al acabar la temporada, Mix decidió retirarse como jugador en activo. En el total de sus 13 temporadas en la NBA promedió 10,6 puntos y 5,3 rebotes por partido.

## Estadísticas de su carrera en la NBA

### Temporada regular
| Año      | Equipo       | PJ  | PT | MPP  | %TC   | %3P  | %TL   | RPP  | APP | ROB | TPP | PPP  |
| -------- | ------------ | --- | -- | ---- | ----- | ---- | ----- | ---- | --- | --- | --- | ---- |
| 1969-70  | Detroit      | 18  | –  | 15.3 | .480  | –    | .590  | 3.6  | .8  | –   | –   | 6.6  |
| 1970-71  | Detroit      | 35  | –  | 20.9 | .446  | –    | .764  | 4.7  | 1.0 | –   | –   | 8.3  |
| 1971-72  | Detroit      | 8   | –  | 13.0 | .319  | –    | .583  | 2.9  | .5  | –   | –   | 4.6  |
| 1971-72  | Denver(ABA)  | 1   | –  | 4.0  | 1.000 | –    | –     | 1.0  | .0  | –   | –   | 2.0  |
| 1973-74  | Philadelphia | 82  | –  | 36.2 | .475  | –    | .792  | 10.5 | 1.9 | 2.6 | .5  | 14.9 |
| 1974-75  | Philadelphia | 46  | –  | 38.0 | .481  | –    | .776  | 10.9 | 2.2 | 1.7 | .5  | 15.6 |
| 1975-76  | Philadelphia | 81  | –  | 37.5 | .499  | –    | .818  | 8.2  | 2.7 | 2.0 | .4  | 13.9 |
| 1976-77  | Philadelphia | 75  | –  | 26.1 | .523  | –    | .817  | 5.0  | 2.0 | 1.2 | .3  | 10.5 |
| 1977-78  | Philadelphia | 82  | –  | 22.2 | .520  | –    | .795  | 3.6  | 2.1 | 1.1 | .0  | 9.2  |
| 1978-79  | Philadelphia | 74  | –  | 17.1 | .538  | –    | .801  | 4.0  | 1.6 | .8  | .2  | 9.3  |
| 1979-80  | Philadelphia | 81  | –  | 19.0 | .516  | .400 | .831  | 3.6  | 1.8 | .8  | .1  | 11.6 |
| 1980-81  | Philadelphia | 72  | –  | 18.4 | .501  | .000 | .833  | 3.7  | 1.6 | .8  | .3  | 10.8 |
| 1981-82  | Philadelphia | 75  | 0  | 16.5 | .506  | .250 | .791  | 3.0  | 1.2 | .6  | .2  | 7.2  |
| 1982-83  | Milwaukee    | 57  | 20 | 13.9 | .487  | .250 | .851  | 2.4  | 1.2 | .6  | .1  | 6.0  |
| 1982-83  | L.A. Lakers  | 1   | 0  | 17.0 | .400  | –    | 1.000 | 1.0  | 2.0 | .0  | .0  | 9.0  |
| Total    | Total        | 788 | 20 | 23.9 | .499  | .286 | .803  | 5.3  | 1.8 | 1.2 | .2  | 10.6 |
| All-Star | All-Star     | 1   | 0  | 11.0 | .400  | –    | –     | 2.0  | .0  | –   | –   | 4.0  |

### Playoffs
| Año   | Equipo       | PJ | PT | MPP  | %TC  | %3P   | %TL   | RPP | APP | ROB | TPP | PPP  |
| ----- | ------------ | -- | -- | ---- | ---- | ----- | ----- | --- | --- | --- | --- | ---- |
| 1976  | Philadelphia | 3  | –  | 44.7 | .391 | –     | .800  | 6.0 | 4.0 | 3.7 | .7  | 14.7 |
| 1977  | Philadelphia | 19 | –  | 21.7 | .523 | –     | .822  | 3.4 | 2.3 | 1.1 | .2  | 7.8  |
| 1978  | Philadelphia | 10 | –  | 23.5 | .598 | –     | .884  | 4.6 | 3.6 | 1.5 | .1  | 13.6 |
| 1979  | Philadelphia | 9  | –  | 19.9 | .525 | –     | .867  | 3.9 | 1.8 | .7  | .0  | 8.3  |
| 1980  | Philadelphia | 17 | –  | 11.8 | .458 | –     | .893  | 1.8 | .8  | .5  | .3  | 6.6  |
| 1981  | Philadelphia | 16 | –  | 12.9 | .416 | .000  | .923  | 2.6 | .6  | .3  | .1  | 5.5  |
| 1982  | Philadelphia | 7  | –  | 7.1  | .545 | 1.000 | .714  | 1.6 | .9  | .0  | .0  | 4.3  |
| 1983  | L.A. Lakers  | 8  | –  | 3.3  | .400 | –     | 1.000 | .1  | .0  | .0  | .0  | .9   |
| Total | Total        | 89 | –  | 16.2 | .494 | .500  | .864  | 2.8 | 1.5 | .7  | .1  | 7.2  |

## Vida posterior
En 1987, Mix se unió al equipo de analistas del canal de televisión de los Sixers, en un principio para comentar los partidos que el equipo disputaba fuera de casa, aunque su verdadero debut delante de unos micrófonos ocurrió en 1975, cuando tras romperse una rodilla y perderse media temporada, comentó los partidos del equipo por la radio al lado de un mito de las ondas, Bill Campbell. Tras su retirada, comenzó a seguir los partidos de su universidad en el canal WSPD TV-13, y posteriormente los de los Detroit Pistons en la WKBD TV-50. Tras 13 temporadas narrando los partidos de Philadelphia, en 2007 no renovó su contrato de comentarista. En agosto de 2008 su nombre sonó como posible entrenador asistente de los Sixers, junto al de Jeff Ruland.
En el año 2006, Mix fue entrenador de los pívots de los Sixers, y desde hace unos años es el propietario de una escuela de verano de baloncesto denominada Steve Mix Basketball Academy, que organiza campamentos de verano en Maumee, Ohio.